# Харрис, Майкл (бейсболист)
Майкл Мачион Харрис II (англ. Michael Machion Harris II; 7 марта 2001, округ Де-Калб, Джорджия) — американский бейсболист, аутфилдер клуба Главной лиги бейсбола «Атланта Брэйвз».

## Биография
Майкл Харрис родился 7 марта 2001 года в округе Де-Калб в Джорджии. Он учился в старшей школе Стокбриджа, играл за её бейсбольную команду на позициях питчера и аутфилдера. Скорость его подачи в тот период достигала 91 мили в час, как бьющий он побеждал в соревновании на наибольшее количество выбитых хоум-ранов. На драфте Главной лиги бейсбола 2019 года Харрис был выбран «Атлантой» в третьем раунде под общим 98 номером. Вице-президент клуба Дейна Браун после драфта заявил, что в организации рассматривают новичка как полевого игрока.
В своём первом сезоне на профессиональном уровне Харрис выступал за фарм-команды «Галф-Кост Брэйвз» и «Ром Брэйвз», где его показатель отбивания составил 27,7 %. На конец года он занимал четырнадцатое место в рейтинге лучших молодых игроков в системе «Атланты». В 2020 году сезон в младших лигах был отменён из-за пандемии COVID-19 и он не принимал участия в официальных матча. В чемпионате 2021 года Харрис выступал в составе «Ром Брэйвз», отбивая с показателем 29,4 %. По итогам сезона он получил приз Золотая перчатка, присуждаемый лучшим оборонительным игрокам младших лиг.
Регулярный чемпионат 2022 года Харрис начал на уровне AA-лиги в «Миссисипи Брэйвз». В конце мая его вызвали в основной состав «Атланты», после чего он дебютировал в Главной лиге бейсбола. В июне он сыграл в 27 матчах, отбивая с показателем 34,7 % с четырьмя хоум-ранами, после чего был признан лучшим новичком месяца в Национальной лиге. В августе клуб продлил контракт с Харрисом на восемь лет, сумма соглашения составила 72 млн долларов.